# Cohors V Callaecorum Lucensium

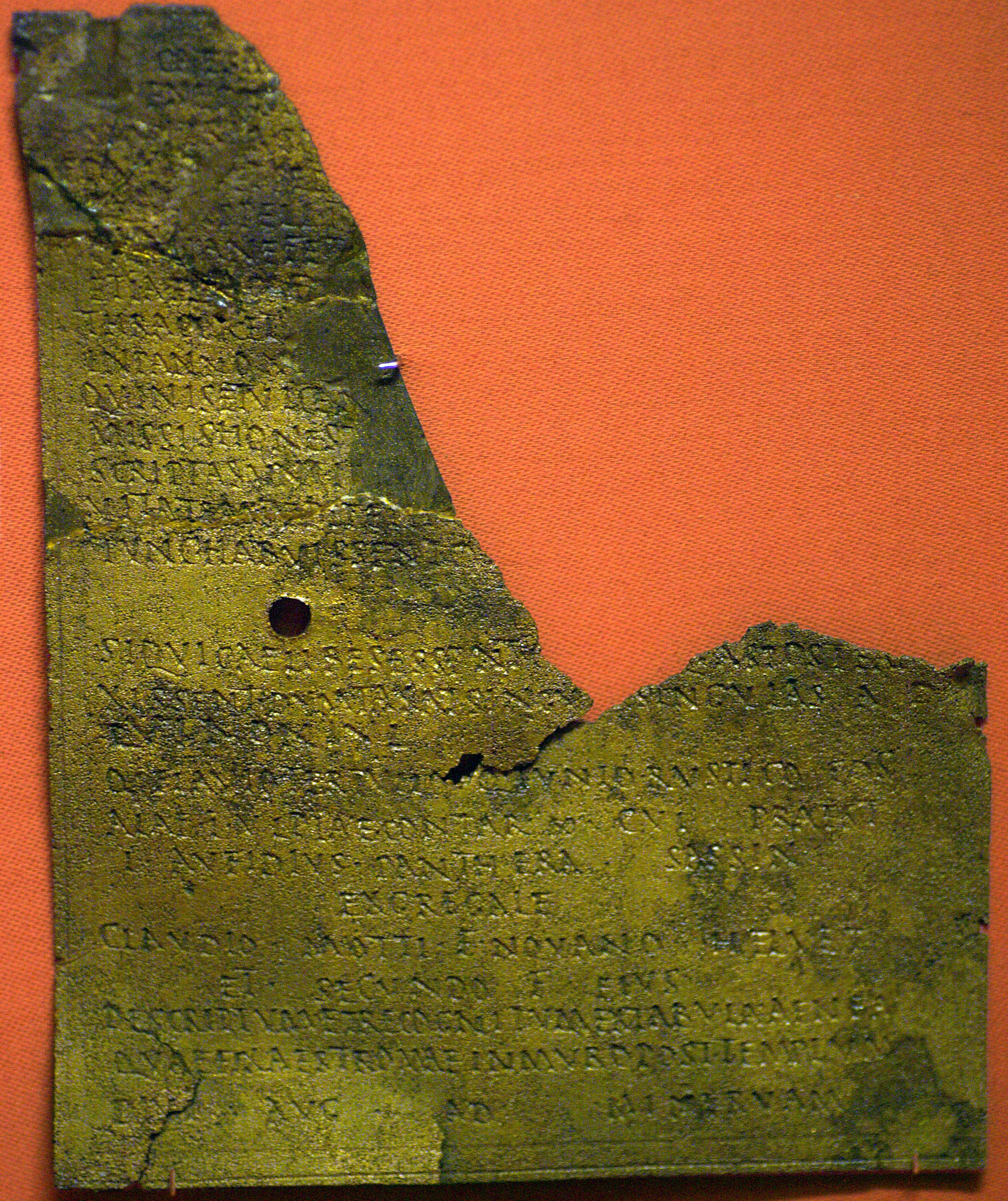
Das Militärdiplom von 133 n. Chr. für Pannonia superior

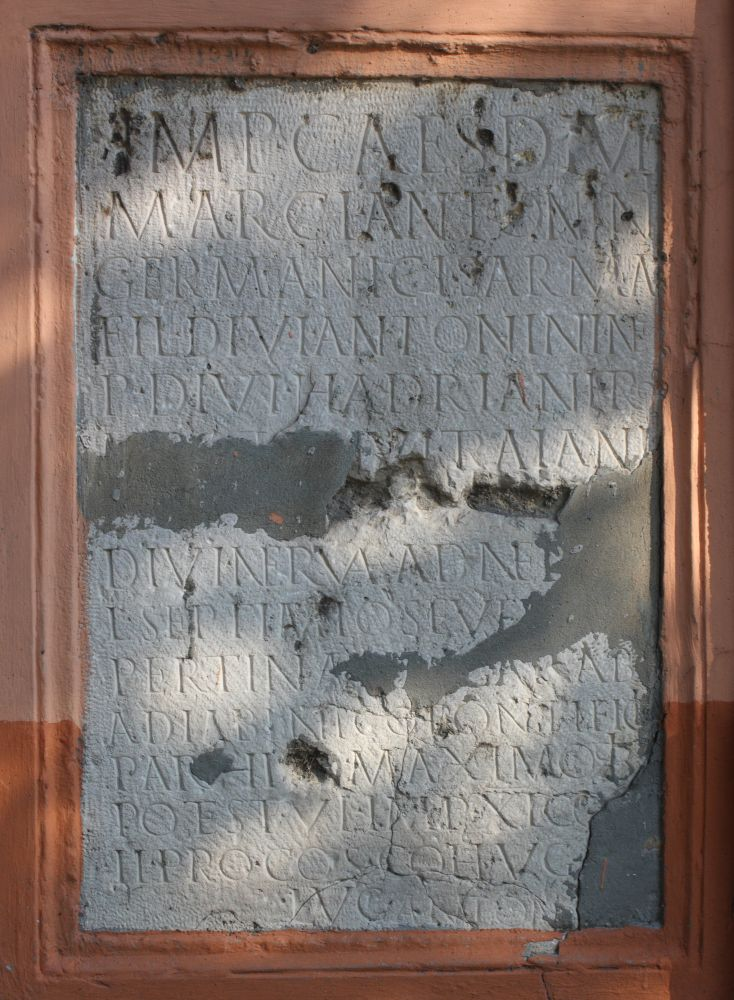
Inschrift mit Nennung der Kohorte aus dem Garnisonsort Crumerum

Die Cohors V Callaecorum Lucensium [Antoniniana] [equitata] (deutsch 5. Kohorte der Callaecer aus dem conventus Lucensis [die Antoninianische] [teilberitten]) war eine römische Auxiliareinheit. Sie ist durch Militärdiplome, Inschriften und Ziegelstempel belegt.

## Namensbestandteile
- Callaecorum Lucensium: [der] Callaecer aus dem conventus Lucensis. Die Soldaten der Kohorte wurden bei Aufstellung der Einheit aus dem Volk der Callaecer auf dem Gebiet des conventus Lucensis (mit der Hauptstadt Lucus Augusti) rekrutiert.[1]
- Antoniniana: die Antoninianische. Der Zusatz kommt in der Inschrift (CIL 3, 3664) vor. Die Ehrenbezeichnung kann auf 198 n. Chr. datiert werden und bezieht sich in diesem Fall nicht auf Caracalla (211–217).[1]
- equitata: teilberitten. Die Einheit war möglicherweise ebenso wie die Cohors IIII Callaecorum Lucensium ein gemischter Verband aus Infanterie und Kavallerie.[1]

Da es keine Hinweise auf den Namenszusatz milliaria (1000 Mann) gibt, war die Einheit entweder eine Cohors (quingenaria) peditata, eine reine Infanterie-Kohorte, mit einer Sollstärke von 480 Mann oder eine Cohors (quingenaria) equitata mit einer Sollstärke von 600 Mann (480 Mann Infanterie und 120 Reiter), bestehend aus 6 Centurien Infanterie mit jeweils 80 Mann sowie 4 Turmae Kavallerie mit jeweils 30 Reitern.

## Geschichte
Die Kohorte war in den Provinzen Illyricum, Pannonia und Pannonia Superior (in dieser Reihenfolge) stationiert. Sie ist auf Militärdiplomen, datiert auf 60, 84, 85, 112, 113, 133, 134, 146, 148, 149, 154, 155/156, 159 und 161 n. Chr. aufgeführt.
Die Kohorte war möglicherweise schon seit der Regierungszeit von Tiberius (14–37) in der Provinz Illyricum stationiert. Der erste Nachweis der Einheit in der Provinz beruht auf einem Militärdiplom, das auf 60 datiert ist. In dem Diplom wird die Kohorte als Teil der Truppen aufgeführt, die in der Provinz stationiert waren.
Der erste Nachweis der Einheit in der Provinz Pannonia beruht auf einem Militärdiplom, das auf 84 datiert ist. In dem Diplom wird die Kohorte als Teil der Truppen (siehe Römische Streitkräfte in Pannonia) aufgeführt, die in der Provinz stationiert waren. Weitere Diplome belegen die Einheit in derselben Provinz (bzw. ab 112 in Pannonia Superior). Eine Ehreninschrift für Kaiser Septimius Severus (193–211), errichtet von der Kohorte im an der Donau gelegenen nordpannonischen Garnisonsort Crumerum (Nyergesújfalu), datiert in die Zeit von 197/198 n. Chr. In Zeile 15 der Inschrift wurde der Ehrenname ANTON(iniana) nachträglich hinzugefügt:
Imp(eratori) Caes(ari) divi

Marci Antonini

Germanici Sarma(tici)

fil(io) divi Antonini ne-

p(oti) divi Hadriani pro-

n[ep]ot[i d]ivi Traiani

[Parthici abnepoti]

divi Nervae adnep[oti]

L(ucio) Septimio Sever[o]

Pertina[ci A]ug(usto) Arabic(o)

Adiabenico pontifici

Parthico maximo trib(unicia)

potest(ate) VI imp(eratori) XI co(n)s(uli)

II proco(n)s(uli) coh(ors) V G[all(aecorum)]

Luc(ensium) Anton(iniana)
Übersetzung: „Dem Imperator Caesar, Sohn des vergöttlichten Marcus Antoninus, des Germanen- und Sarmatensiegers, Enkel des vergöttlichten Antoninus, Urenkel des vergöttlichten Hadrian, Ururenkel des vergöttlichten Trajan, des Parthersiegers, Urururenkel des vergöttlichten Nerva, Lucius Septimius Severus Pertinax Augustus, dem Besieger der Araber und des parthischen Adiabene, dem Pontifex Maximus, der zum sechsten Mal Träger der Macht eines Tribuns, zum elften Mal zum Imperator ernannt, zum zweiten Mal Konsul und Prokonsul ist. Die 5. Kohorte der Callaecer aus dem conventus Lucensis [Antoniniana].“

## Standorte
Standorte der Kohorte in Pannonia Superior waren möglicherweise:
- Crumerum:[2][A 2]
- Gerulata:[A 2]

Bei Slankamen wurde ein Ziegel mit dem Stempel C V CALL gefunden, was auf die Anwesenheit der Einheit in Pannonia Inferior hinweist.

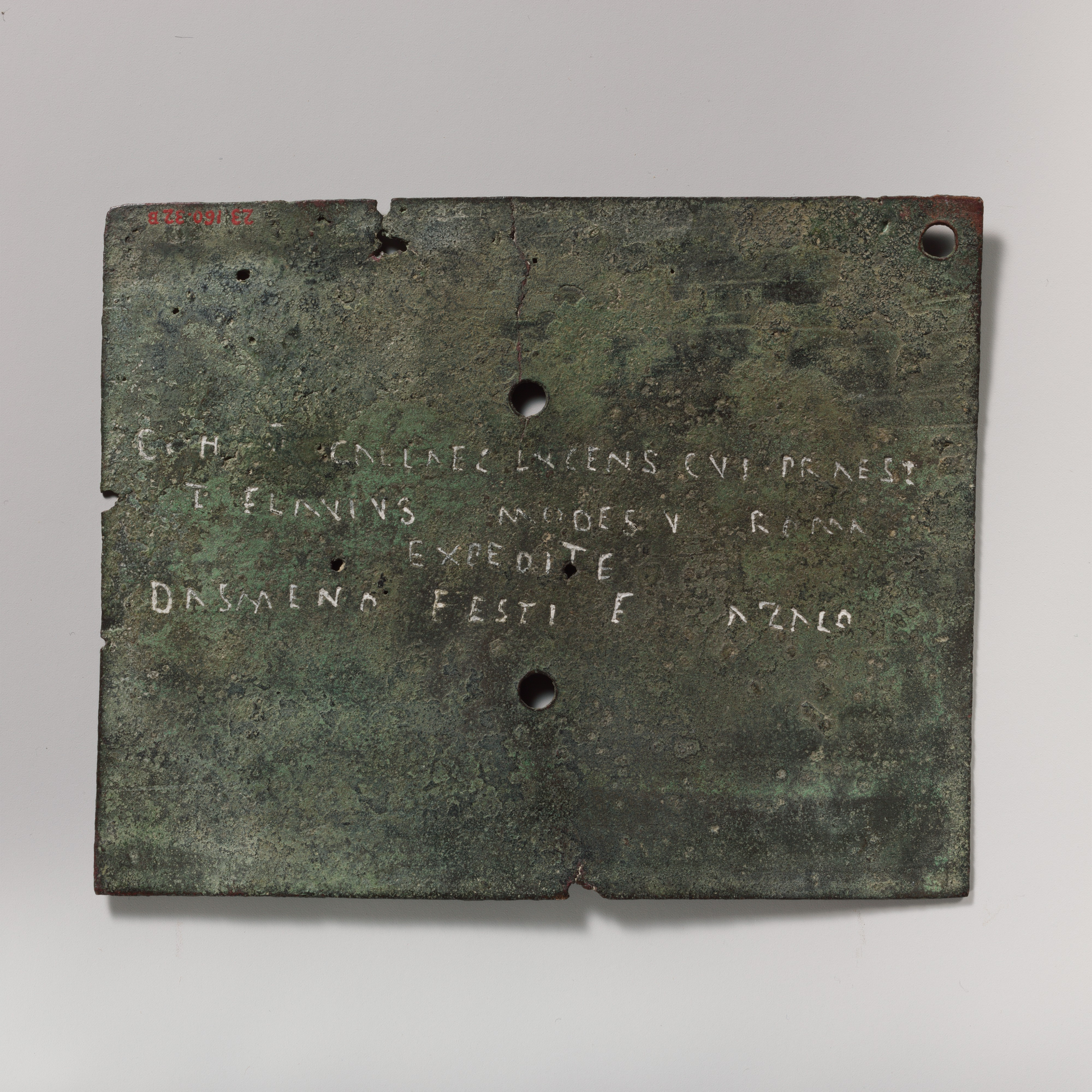
Militärdiplom von 149 mit Nennung des Kommandeurs Titus Flavius Modestus und des Fußsoldaten Dasmenus

## Angehörige der Kohorte
Folgende Angehörige der Kohorte sind bekannt.

### Kommandeure
| - Antonius Iulianus, ein Präfekt (um 169–177) (CIL 3, 3662) - C(aius) Gellius Exoratus, ein Präfekt (CIL 3, 14542) - L. Valerius Valerianus, ein Präfekt (um 178–183) (AE 1966, 495) | - T(itus) Flavius Modestus: er wird auf dem Diplom von 149 als Kommandeur der Kohorte genannt. |

### Sonstige
- Dasmenus, ein Fußsoldat: das Diplom von 149 wurde für ihn ausgestellt.